# Szuszkowce
Szuszkowce (ukr. Шушківці) – wieś na Ukrainie, w obwodzie tarnopolskim, w rejonie krzemienieckim.
Przynależność administracyjna przed 1939 r.: gmina Białozórka, powiat krzemieniecki, województwo wołyńskie.